# HMS Resolution (09)
El  HMS Resolution (09)  fue un acorazado botado por el Reino Unido durante la Primera Guerra Mundial para la Marina Real británica, y que sirvió hasta 1947. Pertenecía a la Clase Revenge, también conocida como clase R o clase Royal Sovereign.

## Historial
El HMS Resolution entró en servicio demasiado tarde para participar en Jutlandia. 
Al comienzo de la Segunda Guerra Mundial formaba parte de la Fuerza del Canal, con base en Pórtland y en octubre fue destinado a la Fuerza de Escolta del Atlántico Norte, con base en Halifax, Canadá, hasta que en abril de 1940 se le envió a la Home Fleet para tomar parte en la campaña de Noruega. Durante el transcurso de ésta, el 24 de mayo, mientras se encontraba atracado en Tjeldsundet, fue alcanzado por una bomba de 120 kilos arrojada por un Junkers Ju 88 alemán, la cual traspasó tres cubiertas entre las torres X e Y y explotó en el comedor de los Royal Marines, matando a dos ellos e hiriendo a 27 más. Los daños fueron ligeros, la tripulación llevó a cabo las reparaciones necesarias y el buque siguió en Noruega hasta la evacuación de las tropas en junio. 
Después de las reparaciones en los astilleros de Rosyth, el acorazado fue destinado a la Fuerza H en Gibraltar el 28 de junio de 1940. 

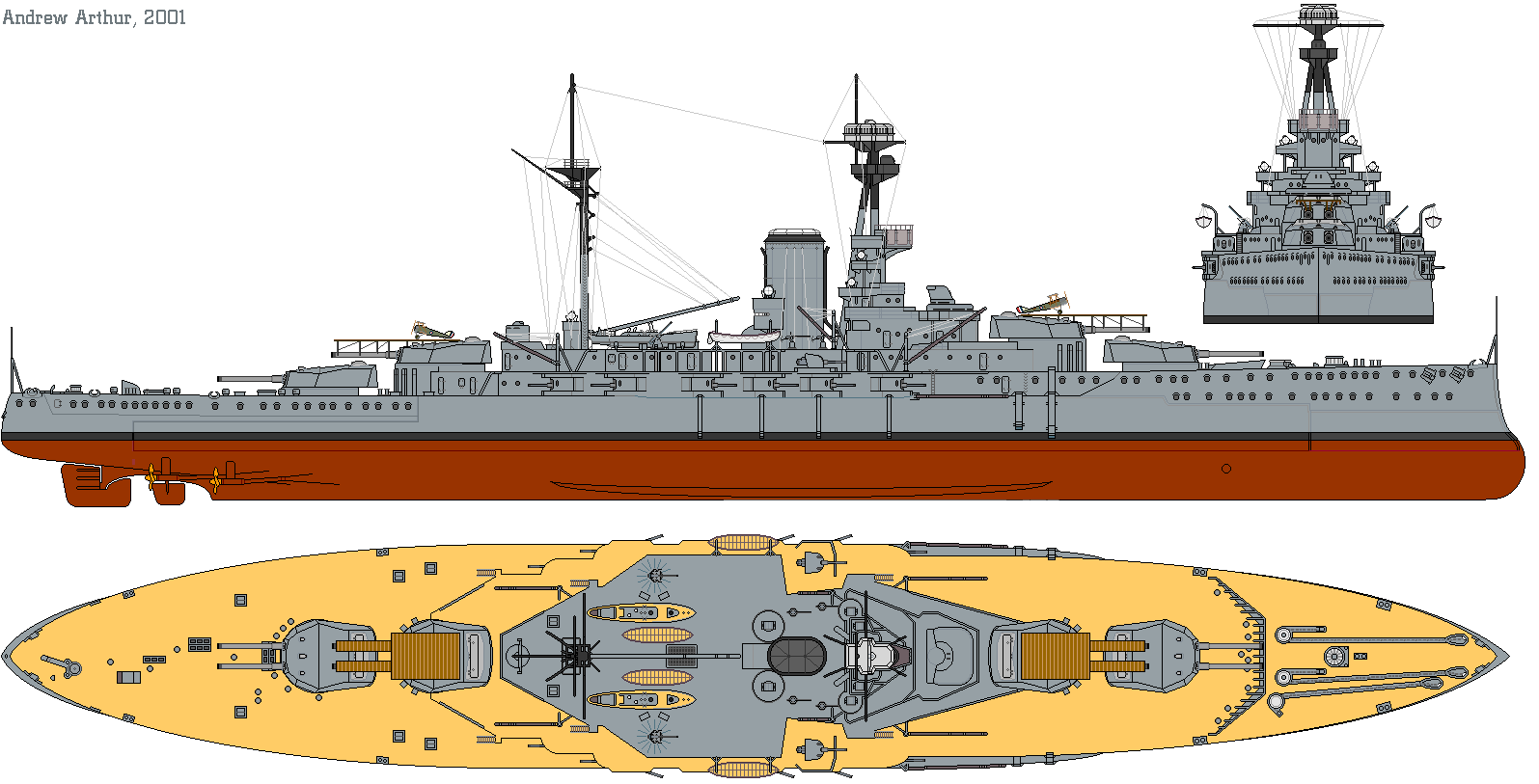
Perfil de los Clase R

El 3 de julio tomó parte durante la operación Catapulta en la batalla de Orán o Mers-el-Kebir, donde disparó 144 proyectiles de 381 mm sobre el puerto, alcanzando con su fuego al acorazado francés Bretagne y al destructor Mogador. El 8 de julio, mientras atacaba un aeródromo italiano en Cerdeña, fue alcanzado por la metralla de las bombas lanzadas por los Savoia-Marchetti SM.79 italianos que le atacaron. 
Entre el 31 de julio y el 1 de agosto sirvió de escolta durante la operación Hurry a Malta y entre el 15 y el 25 de septiembre tomó parte de la operación Menace contra Dakar. 
El ataque se inició el 24, pero el HMS Resolution tuvo que retirarse al recibir cuatro impactos de las baterías costeras francesas, que le causaron pequeños daños, 1 muerto y 16 heridos. Al día siguiente, 25, el acorazado regresó al ataque, siendo alcanzado por un torpedo disparado por el submarino francés Beveziers. 
El proyectil impactó en el navío en el costado de babor, destruyendo la sala de calderas número 1 que se incendió y causando una escora de 12º y medio en poco tiempo. El buque tuvo que retirarse bajo una cortina de humo lanzada por cuatro destructores. La velocidad se redujo a la mitad y fue disminuyendo hasta que el navío se paró. Tuvo que ser remolcado por el HMS Barham a Freetown, Sierra Leona, para realizar reparaciones de emergencia. Llegó a Freetown el 29 de septiembre, y zarpó rumbo a Gibraltar en enero, y de allí a Portsmouth, donde llegó en marzo, zarpando de nuevo rumbo a Filadelfia (Estados Unidos), en cuyos astilleros entró en el mes de abril de 1941. Las reparaciones concluyeron el 6 de septiembre y el buque regresó a la Home Fleet en octubre. 
En enero de 1942 fue destinado como buque insignia de la Eastern Fleet en Colombo, donde llegó el 26 de marzo. Con dicha flota, el HMS Resolution intervino en la operación Ironclad, el desembarco en Diego Suárez del 5 de mayo, y hasta septiembre de 1943 llevó a cabo misiones de escolta a convoyes en el Índico. En noviembre regresó a Inglaterra y en diciembre de 1943 pasó a la Reserva. En 1944 fue destinado a buque almacén en el puerto de Devonport, donde fue dado de baja de la lista oficial de buques en servicio de la Royal Navy el 2 de febrero de 1948. 
Fue destinado al desguace en mayo de 1948.
Una pieza de 381 mm del HMS Resolution se encuentra en el Museo Imperial de la Guerra.